# Hyde Park Live
Hyde Park Live es un álbum en vivo de The Rolling Stones, lanzado en 2013. Este álbum fue grabado en vivo en el Hyde Park de Londres el 6 y 13 de julio de 2013 durante la gira 50 & Counting. El álbum fue lanzado exclusivamente para descarga digital a través de iTunes el 22 de julio de 2013 con un tiempo límite de cuatro semanas. El álbum debutó en el puesto 16 en Reino Unido y en el 19 en los Estados Unidos.

## Lista de canciones
Todas las canciones escritas y compuestas por Mick Jagger y Keith Richards. 
| N.º | Título                                    | Duración |  |
| 1.  | «Start Me Up»                             | 4:18     |  |
| 2.  | «It's Only Rock 'n' Roll (But I Like It)» | 4:46     |  |
| 3.  | «Tumbling Dice»                           | 4:05     |  |
| 4.  | «Emotional Rescue»                        | 5:53     |  |
| 5.  | «Street Fighting Man»                     | 5:22     |  |
| 6.  | «Ruby Tuesday»                            | 3:21     |  |
| 7.  | «Doom and Gloom»                          | 4:17     |  |
| 8.  | «Paint It, Black»                         | 5:01     |  |
| 9.  | «Honky Tonk Women»                        | 6:58     |  |
| 10. | «You Got the Silver»                      | 3:18     |  |
| 11. | «Before They Make Me Run»                 | 4:33     |  |
| 12. | «Miss You»                                | 7:18     |  |
| 13. | «Midnight Rambler»                        | 11:54    |  |
| 14. | «Gimme Shelter»                           | 7:16     |  |
| 15. | «Jumpin' Jack Flash»                      | 4:53     |  |
| 16. | «Sympathy for the Devil»                  | 6:46     |  |
| 17. | «Brown Sugar»                             | 4:55     |  |
| 18. | «You Can't Always Get What You Want»      | 8:04     |  |
| 19. | «(I Can't Get No) Satisfaction»           | 8:20     |  |

## Sweet Summer Sun: Hyde Park Live
Sweet Summer Sun: Hyde Park Live es el concierto en vivo registrado en video de los dos conciertos en el Hyde Park de Londres.

### Lista de canciones
Todas las canciones escritas y compuestas por Mick Jagger & Keith Richards. 
| DVD & Blu-ray |                                           |          |  |
| N.º           | Título                                    | Duración |  |
| 1.            | «Start Me Up»                             |          |  |
| 2.            | «It's Only Rock 'n' Roll (But I Like It)» |          |  |
| 3.            | «Street Fighting Man»                     |          |  |
| 4.            | «Ruby Tuesday»                            |          |  |
| 5.            | «Doom and Gloom»                          |          |  |
| 6.            | «Honky Tonk Women»                        |          |  |
| 7.            | «You Got the Silver»                      |          |  |
| 8.            | «Happy»                                   |          |  |
| 9.            | «Miss You»                                |          |  |
| 10.           | «Midnight Rambler»                        |          |  |
| 11.           | «Gimme Shelter»                           |          |  |
| 12.           | «Jumpin' Jack Flash»                      |          |  |
| 13.           | «Sympathy for the Devil»                  |          |  |
| 14.           | «Brown Sugar»                             |          |  |
| 15.           | «You Can't Always Get What You Want»      |          |  |
| 16.           | «(I Can't Get No) Satisfaction»           |          |  |

| CD - Disc 1 |                                           |          |  |
| N.º         | Título                                    | Duración |  |
| 1.          | «Start Me Up»                             | 4:18     |  |
| 2.          | «It's Only Rock 'n' Roll (But I Like It)» | 4:46     |  |
| 3.          | «Tumbling Dice»                           | 4:05     |  |
| 4.          | «Emotional Rescue»                        | 5:53     |  |
| 5.          | «Street Fighting Man»                     | 5:22     |  |
| 6.          | «Ruby Tuesday»                            | 3:21     |  |
| 7.          | «Doom and Gloom»                          | 4:17     |  |
| 8.          | «Paint It, Black»                         | 5:01     |  |
| 9.          | «Honky Tonk Women»                        | 6:58     |  |
| 10.         | «You Got the Silver»                      | 3:18     |  |
| 11.         | «Before They Make Me Run»                 | 4:33     |  |

| CD - Disc 2 |                                      |          |  |
| N.º         | Título                               | Duración |  |
| 12.         | «Miss You»                           | 7:18     |  |
| 13.         | «Midnight Rambler»                   | 11:54    |  |
| 14.         | «Gimme Shelter»                      | 7:16     |  |
| 15.         | «Jumpin' Jack Flash»                 | 4:53     |  |
| 16.         | «Sympathy for the Devil»             | 6:46     |  |
| 17.         | «Brown Sugar»                        | 4:55     |  |
| 18.         | «You Can't Always Get What You Want» | 8:04     |  |
| 19.         | «(I Can't Get No) Satisfaction»      | 8:20     |  |

## Personal
The Rolling Stones
- Mick Jagger – vocalista líder, guitarra, armónica
- Keith Richards – guitarra, voz
- Ronnie Wood – guitarra
- Charlie Watts – batería

Personal adicional
- Darryl Jones – bajo
- Chuck Leavell – teclados, percusión, coros
- Bernard Fowler - coros, percusión
- Lisa Fischer - coros
- Bobby Keys - saxofón
- Tim Ries - saxofón y teclados
- Matt Clifford - trompeta, teclados
- Mick Taylor - guitarra en "Midnight Rambler" y "(I Can't Get No) Satisfaction"